# The Great American Scream Machine (Six Flags Over Georgia)
Ne doit pas être confondu avec Great American Scream Machine (Six Flags Great Adventure).
Great American Scream Machine sont des montagnes russes en bois du parc Six Flags Over Georgia, situées à Austell près d'Atlanta en Géorgie, aux États-Unis. À leur ouverture, elles étaient les montagnes russes en bois les plus hautes au monde.

## Le circuit
The Great American Scream Machine sont des montagnes russes aller & retour. Elles montent un lift hill, vont au plus loin de leur parcours, font un virage de 180° puis reviennent à la station.

## Statistiques
- Trains : 2 trains de 4 wagons. Les passagers sont placés par 2 sur 3 rangs pour un total de 24 passagers par train.